# Kokoszki (województwo pomorskie)
Kokoszki (kaszb. Kòkòszka, niem. Sandkathen) – osada kaszubska w Polsce położona w województwie pomorskim, w powiecie słupskim, w gminie Główczyce w pradolinie Łeby. Osada wchodzi w skład sołectwa Podole Wielkie.
W latach 1975–1998 miejscowość administracyjnie należała do województwa słupskiego.

## Nazwa
Nazwa miejscowości jest tzw. chrztem nazewniczym. Co do jej charakteru wysunięto następujące hipotezy etymologiczne:
- nazwa pseudodzierżawcza wyprowadzona od nazwy osobowej Kokoszka[5],
- nazwa pseudotopograficzna wyprowadzona od nazwy pospolitej kokoszka „mała kura”[5],
- nazwa pseudotopograficzna-relacyjna – przeniesienie z innej miejscowości, być może z Kokoszek, ob. części Gdańska[5].

Pierwotna niemiecka nazwa Sandkathen ma charakter topograficzny lub kulturowy i jest złożeniem dwóch członów-nazw pospolitych: Sand „piasek” i Kate „chata”.
Rada Języka Kaszubskiego proponuje opartą na polskiej kaszubską formę nazwy Kòkòszczi.